# Aleksander z Damaszku
Aleksander z Damaszku (II wiek n.e.) – grecki filozof szkoły perypatetycznej. Był scholarchą Likejonu.